# Sabina Iwanowska
Sabina Iwanowska z domu Jaczynowska (ur. 7 grudnia 1877, zm. 19 października 1954) – polska nauczycielka, Sprawiedliwa wśród Narodów Świata.

## Życiorys
Wywodziła się Jaczynowskich herbu Jacyna z Podlasia. Była córką Jana Jaczynowskiego. Jej rodzina utraciła majątki w wyniku rozbiorów. Sabina była właścicielka majątku Rohaczowszczyzna w okolicy Szczuczyna Nowogrodzkiego. Skończyła pensję św. Katarzyny w Petersburgu, po czym uczyła się na wyższych kursach higieny i wychowania fizycznego im. Piotra Lesgafta. Pracowała w gimnazjum im. Elizy Orzeszkowej w Wilnie jako nauczycielka wychowania fizycznego. Przeszła na emeryturę ok. 1930 r. i zajęła się gospodarstwem ogrodniczym w Rohaczowszczyźnie. Również pracowała społecznie w kręgu gospodyń wiejskich. W okresie okupacji niemieckiej schroniła w swoim domu Marię Altberg-Arnoldową oraz Emmę Altberg, które uciekły z getta w Wilnie. Maria ukrywała się u Iwanowskiej przez dwa miesiące, natomiast Emma została w kryjówce do wyzwolenia regionu w 1944 r..
Jej mężem był Wacław Iwanowski. Miała córkę Annę oraz synów Stefana, porucznika AK ps. Domek i Wacława podch. AK ps. Drapacz, poległych w Powstaniu Warszawskim.
22 października 2001 r. Sabina Iwanowska została uhonorowana medalem Sprawiedliwej wśród Narodów Świata. Odznaczenie zostało również przyznane jej córce Annie Korneckiej, krewnej Helenie Skinderowej, oraz zaangażowanemu w ukrywanie panien Altberg, Adolfowi Danielewiczowi.
Została pochowana na Cmentarzu Wolskim w Warszawie. Jej grób znajduje się w kwaterze 13, rzędzie 2, miejsce 26.

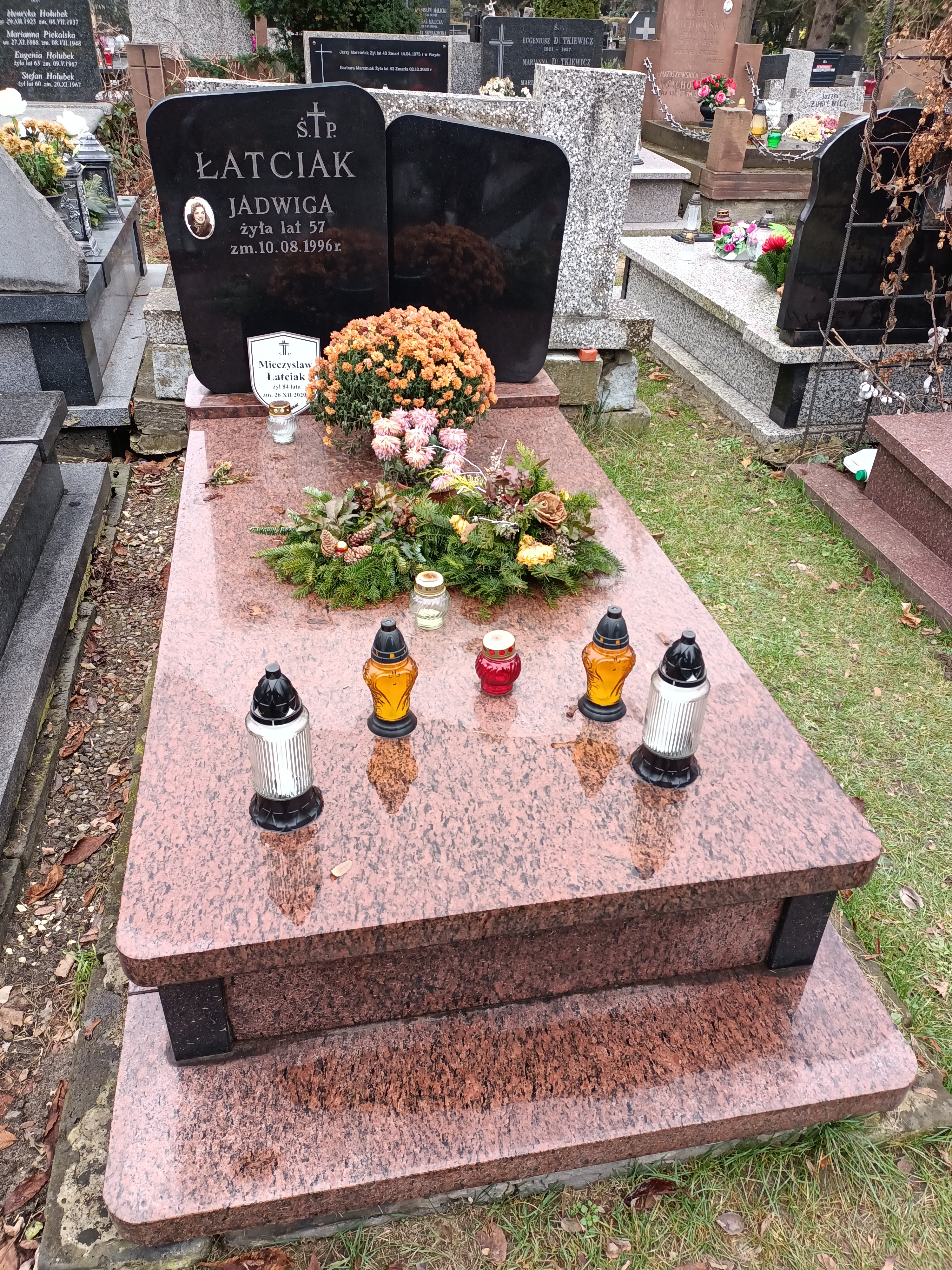